# (11105) Puchnarová
(11105) Puchnarová (1995 UR2) – planetoida z pasa głównego asteroid okrążająca Słońce w ciągu 4,47 lat w średniej odległości 2,71 j.a. Odkryta 24 października 1995 roku.